# Julius August Ludwig Wegscheider

Julius August Ludwig Wegscheider

Julius August Ludwig Wegscheider (* 27. September 1771 in Küblingen; † 27. Januar 1849 in Halle (Saale)) war protestantischer Theologe und der bedeutendste Dogmatiker des Theologischen Rationalismus.

## Leben
Wegscheider studierte Theologie an der Universität in Helmstedt bei dem Theologieprofessor Heinrich Philipp Konrad Henke und wurde anschließend Hauslehrer einer Hamburger Familie (1795–1805). 1805 wurde er Repetent an der Universität Göttingen und nahm 1806 einen Ruf der Universität Rinteln als Professor der Theologie und Philosophie an.
In dieser Funktion wechselte Wegscheider 1810 an die Theologische Fakultät der Universität Halle, wo der Rationalist als angeblicher Verspotter des Christentums 1830 von der Regierung gemaßregelt wurde. Auslöser für dieses Verfahren war eine öffentliche Denunziation durch Ernst Ludwig von Gerlach, die u. a. in der „Evangelischen Kirchenzeitung“ stattgefunden hatte.
Wegscheider ist auf Betreiben der Braunschweiger Loge im Jahr 1795 in die Hamburger Freimaurerloge Ferdinand zum Felsen aufgenommen worden; 1815 schloss er sich der Loge Zu den drei Degen in Halle an. Er war Ehrenmitglied der Großen Loge von Hamburg und Ehrenmeister der  Großen National-Mutterloge „Zu den drei Weltkugeln“.
Im Alter von 77 Jahren starb Julius Wegscheider am 27. Januar 1849 in Halle und fand dort auf dem Laurentiusfriedhof seine letzte Ruhestätte.

## Werke (Auswahl)
- De Graecorum mysteriis religioni non obtrudendis. Röwer, Göttingen 1805.
- Institutiones theologicae christianae dogmaticae. Edition „Culture & Civilisation“, Brüssel 1981 (Nachdruck der Ausgabe Leipzig 1815).
- Über die von der neuesten Philosophie geforderte Trennung der Moral von der Religion. Edition „Culture & Civilisation“ 1969 (Nachdruck der Ausgabe Hamburg 1804).
- Versuch einer vollständigen Einleitung in das Evangelium Johannis. Röwer, Göttingen 1806.